# Нандіварман II
Нандіварман II (ім'я при народженні — Паллавамалла) — магараджадгіраджа держави Паллавів у Північному Тамілнаді.

## Життєпис
Був наймолодшим з чотирьох синів Гіраньяварми, глави бічної гілки династії Паллавів.
731 року цар Парамешвараварман II (728—731) зазнав поразки від Чалук'їв і загинув, залишивши по собі неповнолітного сина. У державі почались заворушення, в результаті яких до влади прийшов Паллавамалла, який узяв тронне ім'я Нандіварман II. Одночасно з'явилось ще кілька претендентів на владу. Одного з них, Паллаваді-Араєра, якого підтримували Чалук'ї, розбили війська Кадавів. Інший претендент, Чітрамая, якого підтримував клан Пандья, ще довго намагався захопити столицю імперії, однак також був розбитий.
Нандіварману II вдалось зберегти цілісність імперії Паллавів. Він правив упродовж близько 65 років.